# Idertia axillaris
Espèce
Synonymes
- Exomicrum axillare (Oliv.) Tiegh.[1]
- Gomphia axillaris Oliv.[1]
- Ochna axillaris (Oliv.) Kuntze[1]
- Ouratea axillaris (Oliv.) Engl.[1]

Idertia axillaris (Oliv.) Farron est une espèce de plantes à fleurs de la famille des Ochnaceae et du genre Idertia, présente en Afrique tropicale.

## Description
C'est un arbuste ou petit arbre pouvant atteindre une hauteur de 8 m et un diamètre de 10 cm.

## Distribution
Selon les sources, l'espèce est présentée comme relativement rare, circonscrite au Cameroun (Sud-Ouest, Centre, Sud) et au Gabon, ou observable également dans plusieurs autres pays d'Afrique tropicale (Côte d'Ivoire, Ghana, Guinée, Guinée équatoriale, Liberia, Ouganda, République du Congo, République démocratique du Congo, Sao Tomé-et-Principe, Sierra Leone).